# Сетер, Олаф
Олаф Сетер (норв. Olaf Sæter; 1 июля 1871, Сёр-Одал — 1 ноября 1945, Осло) — норвежский стрелок, чемпион и призёр летних Олимпийских игр.
Сетер принял участие в летних Олимпийских играх 1908 в Лондоне. Он стал девятым в стрельбе из винтовки на 300 метров и чемпионом в аналогичной дисциплине среди команд.
На следующих Олимпийских играх 1912 в Стокгольме Сетер снова соревновался в стрельбе из винтовке на 300 метров и стал вторым среди команд и 18-м среди отдельных спортсменов. Также он занял 60-е место в стрельбе из армейской винтовки с любой позиции на 600 метров.